# ميخائيل بيلي
ميخائيل بيلي (1 أغسطس 1954 في المملكة المتحدة - )  (بالإنجليزية: Michael Bailey)‏ هو لاعب كريكت بريطاني. لعب مع Herefordshire County Cricket Club ‏ ونادي مقاطعة هامبشاير للكريكت ‏ وWiltshire County Cricket Club ‏.

## وصلات خارجية
- ميخائيل بيلي على موقع إي آس بي آن كريك إنفو (الإنجليزية)